# Michael Maier
Michael Maier (1568-1622) fue un médico alemán, consejero del emperador Rodolfo II de Habsburgo y un culto alquimista.

## Biografía
Maier nació en Rendsburg, Holstein, en 1568. Estudió filosofía y medicina en Rostock (1587), Fráncfort del Óder (M.A. 1592) y Padua. Logró en 1596 un doctorado en medicina en Basilea y volvió a Rostock para practicar la profesión médica. También trabajó brevemente en Königsberg y Gdansk. Durante este periodo de tiempo empezó a interesarse por la alquimia. En 1608 marchó a Praga y en 1609 llegó a ser médico y consejero imperial de Rodolfo II. El interés del emperador por lo oculto fue la razón de su alta estima por Maier.
Maier escribió un comentario sobre Hermes Trismegisto y se dedicó, con el emperador, a investigar los secretos de la naturaleza.
Entre 1611 y 1616, pasó un tiempo en Inglaterra en la corte de Jacobo VI de Escocia y I de Inglaterra y también sirvió a otros príncipes alemanes, en particular el duque de Nassau, gran protector de la alquimia.
Su Fuga de Atalanta (Atalanta fugiens), libro emblemático sobre alquimia, fue publicado en 1617 y, junto a imágenes, poemas y discusión, incluía cincuenta piezas de música.
En 1619 fue el médico del Landgrave Mauricio de Hesse-Kassel. En 1620 se trasladó a Magdeburgo para practicar la medicina, lugar en el cual falleció en 1622 a la edad de 54 años, abandonando una cantidad significativa de trabajos inéditos.
Devoto luterano toda su vida, Michael Maier tuvo una fuerte influencia en Isaac Newton. También estuvo involucrado en el movimiento rosacruz, que surgió por dicha época.

## Obras
- De Medicina Regia et vere heroica, Coelidonia. 1609.
- Hymnosophia.
- Arcana arcanissima, hoc est, Hieroglyphica AEgyptio-Graeca: vulgo necdum cognita, ad demonstrandam falsorum apud antiquos deorum, dearum, heroum, animantium, et institutorum pro sacris receptorum, originem, ex uno AEgyptiorum artificio, quad aureum animi et Corporis medicamentum peregit, deductam: unde tot poetarum allegoriae, scriptorum narrationes fabulosae et per totam encyclopaediam errores sparsi clarissima veritatis luce manifestantur, suaque tribui singula restituuntur, sex libris exposita. London: Creede, 1614.[1]
- De Circulo physico, quadrato: Hoc est, de Auro ejusque virtute medicinali, sub duro cortice instar nuclei latente, an et qualis inde petenda sit tractatus haut inutilis. Oppenheim: Lucas Jennis, 1616.
- Lusus Serius. Oppenheim, 1616.
- Silentium Post Clamores, 1617.
- Symbola aureae mensae duodecim nationum, hoc est Hermaea seu Mercurii festa ab heroibus duodenis selectis, artis chymicae usu, sapientia et authoritate paribus celebrata, ad Pyrgopolynicen seu adversarium illum tot annis jactabundum, virgini Chemiae injuriam argumentis tam vitiosis quam convitiis argutis inferentem, confundendum et exarmandum, artifices vero optime de ea meritos suo honori et famae restituendum. Frankfurt a. M: Lucas Jennis, 1617.
- Atalanta Fugiens. Oppenheim, Johann Theodori de Bry, 1617.
- Examen Fucorum Pseudo-Chymicorum. 1617.
- Jocus Severus. Frankfurt, 1617.
- Tripus Aureus, Frankfurt, 1618.
- Viatorium. Frankfurt, 1618.
- Themis Aurea, hoc est, de Legibus Fraternitatis R. C. tractatus, quo earum cum rei veritate convenientia, utilitas publica et privata, nec non causa necessaria, evoluntur et demonstrantur. 1618.
- Tractus de Volugri Arborea. 1619.
- Verum Inventum. 1619.
- Septimana Philosophica 1620.
- Civitas Corporis Humani. 1621.
- Cantilenae Intelectuales de Phoenice Redivivo; o Chansons Intelectuelles sur la resurection Du Phenix. 1622.
- Ulysses. Sapientia seu intelligentia, tanquam coelestis scintilla beatitudinis, quod si in fortunae et corporis bonis naufragium faciat, ad portum meditationis et patientiae remingio feliciter se expediat. 1624. (Póstumo)